# Three nocturnes
Three nocturnes is een onvoltooide compositie van Arnold Bax.
Bax componeerde de liederen vermoedelijk tijdens een verblijf in Ierland, alwaar hij op huwelijksreis was in Connemara. Hij schreef muziek bij Aufblick van Richard Dehmel en Liebesode van Otto Erich Hartleben. Bax dacht nog aan een derde, maar vond de eerste twee al niet geslaagd. Hij legde het werk apart om het nooit (meer) af te maken. Bax zelf vond ze te Straussiaans, terwijl zijn stijl na dit werk meer in de richting van de nieuwe muziek van de 20e eeuw opging. Bax heeft de twee liederen nooit horen uitvoeren. De Chandosuitgave vermeldde voorts dat de twee liederen slechts twee keer op de orkestlessenaars had gestaan inclusief de opnamen (gegevens 2003). De orkestsamenstelling wisselt per deel. Het werk werd niet uitgegeven maar verscheen wel in druk via de BBC Philharmonic (deelgenoot in de opnamen van 2003).